# Rue du rempart (fortification)
Pour les articles homonymes, voir Rue du Rempart (homonymie).
La rue du rempart est, dans un ouvrage de fortification polygonale, le chemin permettant la circulation des pièces d'artillerie entre l'extérieur du fort et les différentes plateformes ou casemates recevant ces pièces. Il se reboucle sur lui-même, près de l'entrée du fort, ou plus rarement à un autre endroit.

## Sources
1. ↑  « Rue du rempart », sur le site Fortification et Mémoire Le site des passionnés – De Vauban à Todt (consulté le 23 juin 2018).